# DPMR
数字专用移动无线电，是一种常见的数字移动通信的空中接口（CAI）。DPMR是一个开放的，非专有的标准，由欧洲电信标准协会（ETSI）制定并公布在参考ETSI TS 102 658。
执照的免费应用程序供DPMR协议的简化版本也出版了由ETSI TS 102 490参考下。
DPMR同建伍和艾可慕的NXDN协议非常相似，现在后者提供双标设备。建伍NXDN是不符合ETSI标准。

## 规格
- 访问方法：FDMA
- 传输速率：4800比特/秒
- 调制方式：四电平FSK

重要的是DPMR达到这一切都在6.25 kHz的信道。
由于发射掩模这么紧，两个6.25千赫DPMR信号可以用彼此相邻的在12.5 kHz信道之内，而不会造成对方或相邻信道的干扰。符合EN301 166 6.25千赫当前设备是保证比12.5 kHz或25 kHz的干扰问题，并没有什么不同的措施之一。频率协调协调员在美国甚至提出建议，美国联邦通信委员会（FCC）关于设立新的6.25 kHz系统现有系统相邻，勾勒参数，以避免产生有害干扰。
DPMR设备符合相关欧洲标准ETSI EN 301 166以及FCC辐射面膜适用于在美国。

## dPMR功能

### dPMR446条
dPMR446无线电446.100-446.200 MHz频段在欧洲范围内使用免许可证的产品。
这些PMR446无线电的全数字化的版本。
dPMR446无线电符合ETSI TS 102 490 [ 1 ]开放的标准，被限制在500毫瓦RF电源与固定天线每ECC决策（05）12。[ 2 ]他们谁也不需要广泛的娱乐和专业用户非常适合基站和中继器的覆盖面积。
设备dPMR446是能够语音，数据和语音+数据的操作模式。
这意味着dPMR446可以提供语音通话，短信（SMS），状态和嵌入式数据，如GPS定位等

### DPMR模式1
这是点对点DPMR模式（无中继器或基础设施），但没有无牌照对口的局限性。它可以运行所有典型的持牌PMR频段，和没有RF功率限制dPMR446的。以及提供语音和数据，dPMR446模式1也支持相结合的语音+数据，因此有可能把数据嵌入到语音呼叫，或自动将其附加在呼叫结束时。

### DPMR模式2
DPMR模式2操作包括中继器和其他基础设施。这带来了额外的功能，如模拟或数字网络接口，它可以是基于IP的。包括中继器和基站意味着广域覆盖，甚至有可能更多，所以当多个使用中继器。可管理的动态信道选择这样的多个中继器，或者它们可以是同信道的广域网的一部分。

### DPMR模式3
DPMR模式3提供多渠道，多站点集群无线电网络。这可以确保最佳的使用频谱和无线电通信的最佳密度。
无线网络的管理开始从收音机要连接的认证。呼叫设置的基础设施时，双方都响应呼叫请求，确保无线资源的最佳利用。通话可能被转移到其他收音机，固定电话号码，甚至IP地址。管理这些信标信道的基础设施将能够把一个呼叫到另一个电台，该电台是否使用相同的网络内的网站或其他网站。

## 互操作性
随着各种形式的技术，它是至关重要的，任何制造商的产品进行互操作，而不会发生冲突。要确保这将是的情况下，ETSI已经开发并发布了一系列欧洲标准的合规性和互操作性测试。
这些标准是ETSI TS 102 587系列为dPMR446和ETSI TS 102 726 DPMR授权模式1，2和3的产品系列。